# Stuearrest
Stuearrest kan bruges som straf i børneopdragelse; det indbefatter, at barnet (eller teenageren) lukkes inde på sit værelse i en kortere eller længere periode, eller at barnet ikke får lov til at gå udenfor sit hjem i en bestemt periode. "Straffen" udmåles alt efter hvor alvorlig "forbrydelsen" er.
Dette er en normal straf for børn og teenagere, der lærer dem at de har gjort noget forkert, ved at fratage dem deres "udgangsprivilegier".